# Iglesia de María Auxiliadora (El Salvador)
La Parroquia María Auxiliadora, también conocida como Parroquia Don Rúa, se encuentra ubicada en la ciudad de San Salvador, El Salvador. Es uno de los edificios más emblemáticos de la localidad. Cuenta con un área de 4 hectáreas y una torre de 90 metros de altura, por muchos años fue la estructura más alta de la ciudad.

## Historia
La construcción de la iglesia fue promovida por el padre salesiano Ambrosio Rossi, como un compromiso adquirido con el padre dominico Miguel Funes para erigir una capilla dedicada a San Miguel Arcángel. Sin embargo, Rossi propuso el levantamiento de un templo de mayores proporciones en honor a María Auxiliadora, por lo que sugirió el cambio de nombre a las autoridades eclesiásticas. Por tanto, el 1 de noviembre de 1950, día en que se instituyó como dogma la Asunción de María, se iniciaron las obras y uno de sus principales responsables fue el sacerdote Francisco Manzoni.
Ambos religiosos pidieron el apoyo del constructor Don José María Durán para la elaboración de los planos y en la construcción, el señor Durán recibió apoyo de su yerno el ingeniero José Napoleón Duarte. para la construcción.  También contratarían al ingeniero Antonino Minassi para que diseñara la torre en la que se colocarían 40 campanas, cinco de ellas volteadoras y 35 que formarían un carillón. La iglesia fue convertida en sede parroquial en 1953, aunque se consagró en 1969. Con el tiempo sería conocida popularmente como «Parroquia Don Rúa», ya que allí se encontraba el seminario salesiano «Instituto Internacional Don Rúa».

## Características
La iglesia es de estilo historicista con la evocación del románico basilical, y la nave principal en forma de cruz tiene una longitud de 69 m por 25 m de ancho. Posee vitrales provenientes de Italia y España en los que se muestran escenas de la historia de salvación, y de la vida de la Virgen María y San Juan Bosco. En el crucero se encuentran mosaicos de los profetas Isaías, Jeremías, Ezequiel y Daniel, pintados por el artista austriaco Juan Fuchs.
Destacan en el templo su cúpula de 60 m de alto en cuya cima se encuentra una imagen de cobre de María Auxiliadora, de 5.90 metros de alto; así como la torre del campanario que posee una base de diez metros de profundidad, diez metros de ancho y 90 metros de altura, que además ostenta cuatro relojes procedentes de los Países Bajos, manufacturados por la empresa Peter-Frissen. Las campanas entraron en funcionamiento el 6 de enero de 1964, pero el sistema eléctrico que las ponía en marcha se dañó debido al terremoto de 1986. Sería hasta el 2005 que fueron restauradas con un nuevo equipo que programa las melodías por computadora.
Aparte del templo, también se encuentran otras edificaciones anexas como el comedor «mamá Margarita», que da alimento a indigentes y ancianos; la clínica parroquial, la Escuela Domingo Savio, Librería Salesiana y el Oratorio.

## Salesianos
La pasión es la educación de los jóvenes, los más pobres y abandonados. Así que se formó un seminario el cual es el que sigue funcionando hasta el día de hoy, donde se le enseña los jóvenes a jugar, a rezar y convivir. Con todo es los Salesianos le dieron vida al Seminario Internacional Don Rúa, es el lugar de encuentro de los jóvenes y nuevos seminaristas donde además se aprende en las escuelas de arte y oficios para los jóvenes trabajadores, y escuelas regulares para los estudios humanísticos, según una pedagogía que sería conocida en todo el mundo como “método preventivo” y basada en la religión, la razón y el amor. La práctica del método preventivo se base toda en las palabras de San Pablo que dice: La caridad es benigna y paciente; sufre todo, pero espera todo y aguanta todo.
Es por eso que San Juan Bosco para asegurar la continuidad de su obra, fundó la Pía Sociedad de San Francisco de Sales (los Salesianos) e Hijas de María Auxiliadora (las Salesianas).